# 真人快打4
《真人快打4》是一款由Midway公司制作和发行的格斗类游戏。本游戏为真人快打系列的第4作。最初于1997年在街机上发行。之后移植至多个游戏平台，包括任天堂64和PlayStation等。
《真人快打4》的剧情与前作类似，仅有略微改动。游戏引入一个限制武器系统，允许玩家使用一系列按钮组合来使用特殊武器。
GameRankings给予本游戏任天堂64版本76.07%的平均分数，这个是从20个评论者中得出。